# Curran (Illinois)
Pour les articles homonymes, voir Curran.
Curran est un village du comté de Sangamon, en Illinois, aux États-Unis. Il est incorporé le 24 mai 2005. Lors du recensement de 2010, le village comptait une population de 212 habitants.

## Source de la traduction
- (en) Cet article est partiellement ou en totalité issu de l’article de Wikipédia en anglais intitulé « Curran, Illinois » (voir la liste des auteurs).